# Lusitanos

Migrações das tribos pré-românicas no território do atual Portugal:
Túrdulos
Célticos
Lusitanos

Ethnographic Iberia 200 BCE-es

Os lusitanos foram um conjunto de povos ibéricos pré-romanos que habitaram o território entre os rios Douro e Tejo. Oriundos da Europa Central, provavelmente dos Alpes, chegaram à península Ibérica nas migrações célticas da Idade do Ferro. Em 29 a.C., na sequência da invasão romana a que resistiram longo tempo (ficando conhecida como Guerra Lusitana), a província romana criada depois tomou o nome Lusitânia, e abrangia a parte do território ocupado por este povo e regiões vizinhas ao sul e ao leste das tribos lusitanas. Dentro das atuais fronteiras políticas de Portugal concentra-se a maior fração do território que seria ocupado pelos lusitanos. Boa parte do seu território ficava situado em regiões fora do que viria, mais tarde, a ser Portugal. Não obstante, a sua capital era a cidade de Mérida, na Estremadura espanhola no período romano.
A figura mais destacada deste povo foi sem qualquer dúvida Viriato, um dos seus líderes no combate aos romanos. Outros líderes conhecidos foram Púnico (Punicus), Césaro (Cæsarus), Cauceno (Caucenus), Cúrio (Curius), Apuleio (Apuleius), Conoba (Connoba) e Tântulo (Tantalus).
Os lusitanos são considerados, por antropólogos e historiadores, como um povo sem história por não terem deixado registos nativos antes da conquista romana. As informações sobre os lusitanos são-nos transmitidas através dos relatos dos autores gregos e romanos da Antiguidade, o que, por vezes, causa diversos problemas ou conflitos na interpretação dos seus textos.
Além dos Lusitanos, que habitavam predominantemente a franja do interior entre o Rio Douro e o Rio Tejo, também tinham uma implantação muito importante os Túrdulos, Célticos, Cónios, Galaicos (ou calaicos), Gróvios, e Vetões, entre outros que continuam a ser objeto de estudo conforme se realizam descobertas arqueológicas.

## Origem
Os antepassados dos lusitanos compunham um mosaico de diferentes tribos que habitaram Portugal desde o Neolítico. Miscigenaram-se parcialmente com os invasores celtas, dando origem aos lusitanos. Não se sabe ao certo a origem dessas tribos celtas, mas é muito provável que fossem oriundas dos Alpes suíços e teriam migrado devido ao clima mais ameno da Península Ibérica.
Entre as numerosas tribos que habitavam a Península Ibérica quando chegaram os romanos, encontrava-se, na parte ocidental, a dos lusitanos, considerada por alguns autores a maior das tribos ibéricas, com a qual durante muitos anos lutaram os romanos.
Supõe-se que a zona do centro de Portugal era habitada pelos Lusis ou Lysis que teriam dado origem aos Lusitanos. Os Lusis eram provavelmente povos do Bronze Final, linguisticamente de origem indo-europeia e pré-céltica que vieram a sofrer relevantes influências da Cultura de Hallstatt e mediterrânicas ao longo dos séculos VIII e VII a.C.
Os Lusis foram referidos pela primeira vez no Ora Maritima de Avieno, onde foram chamados de pernix, que significa ágil, rápido e é o adjectivo que se aplicava ao praticante de jogos de destreza física.

### Etnia segundo os autores da Antiguidade
Os escritores da Antiguidade identificaram duas etnias na Península Ibérica, a ibera e a celta, e qualificavam os seus habitantes como sendo iberos ou celtas ou uma mistura das duas etnias. No entanto, o conceito de ibero podia ser usado num sentido geral, isto é, num sentido geográfico, referindo-se ao conjunto dos seus habitantes e num sentido restrito, referindo-se a um conjunto de tribos com a mesma etnia; ou podia mesmo variar consoante o conceito da época; e o mesmo se pode considerar relativamente ao conceito de celta da Ibéria ou celtibero.
Diodoro Sículo considerava os lusitanos um povo celta: "Os que são chamados de lusitanos são os mais valentes de todos os cimbros". Estrabão diferenciava os lusitanos das tribos iberas. Viriato foi referido como líder dos celtiberos. Os Lusitanos também eram chamados de Belitanos, segundo Artemidoro.
Indícios arqueológicos e pesquisas etnográficas relativamente recentes sugerem que os lusitanos estejam ligados aos lígures, possivelmente através de uma origem comum. No entanto, a religião, a onomástica, nomes próprios e topónimos, e escavações nos castros lusitanos revelam tratar-se de um povo celta. Ainda que entre autores modernos não exista consenso total e alguns os considerem iberos, lígures e, ou celtas.

## Tribos

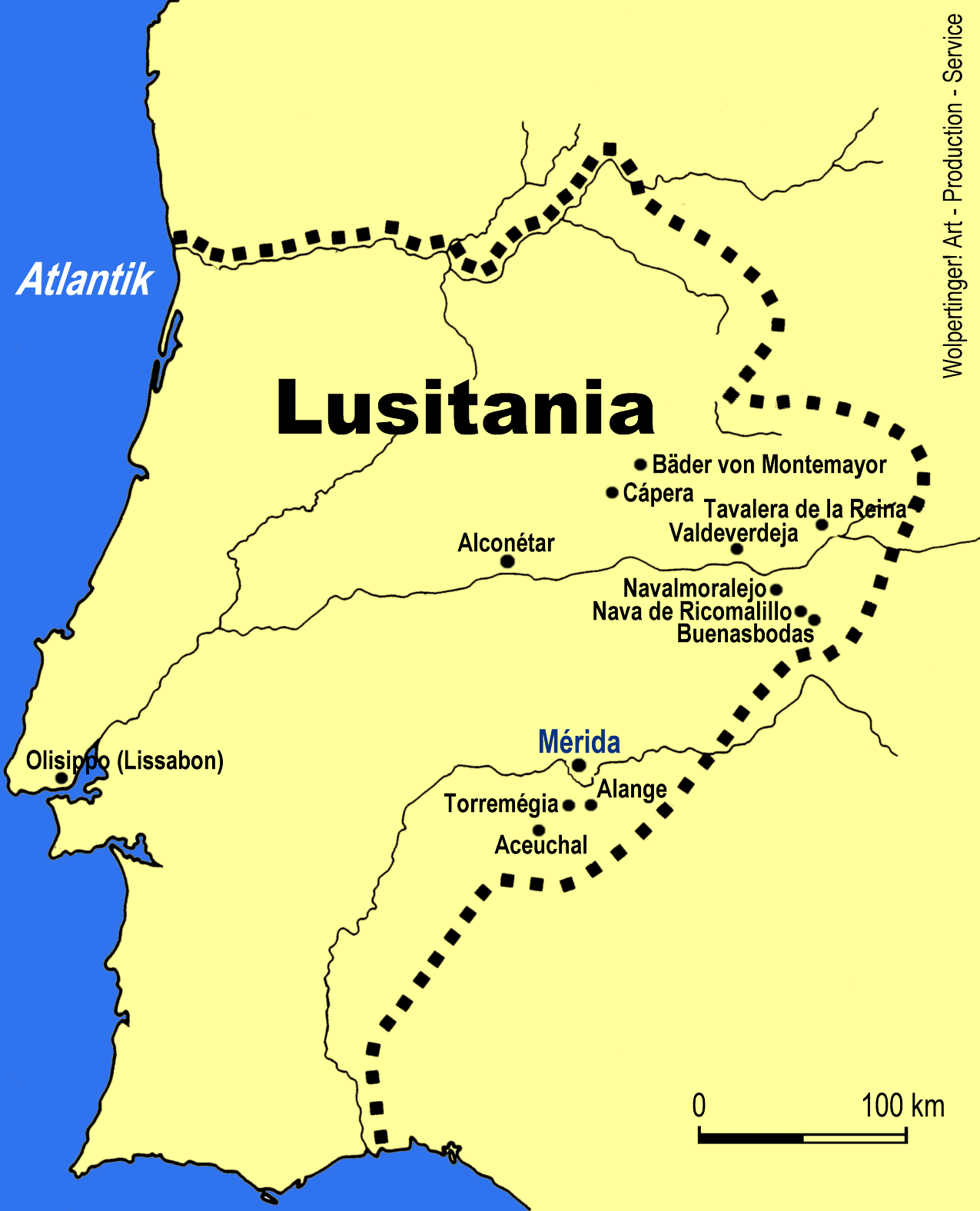
Lusitânia romana e suas principais cidades

Povos (populi) que constituíam os Lusitanos, conforme descrito na Ponte de Alcântara (CIL II 760):
- Igeditanos
- Lancienses Opidanos
- Taporos
- Celarnos ou Colarnos
- Lancienses
- Transcudanos
- Meidubrigenses
- Arabrigenses
- Pésures

## Língua e escrita

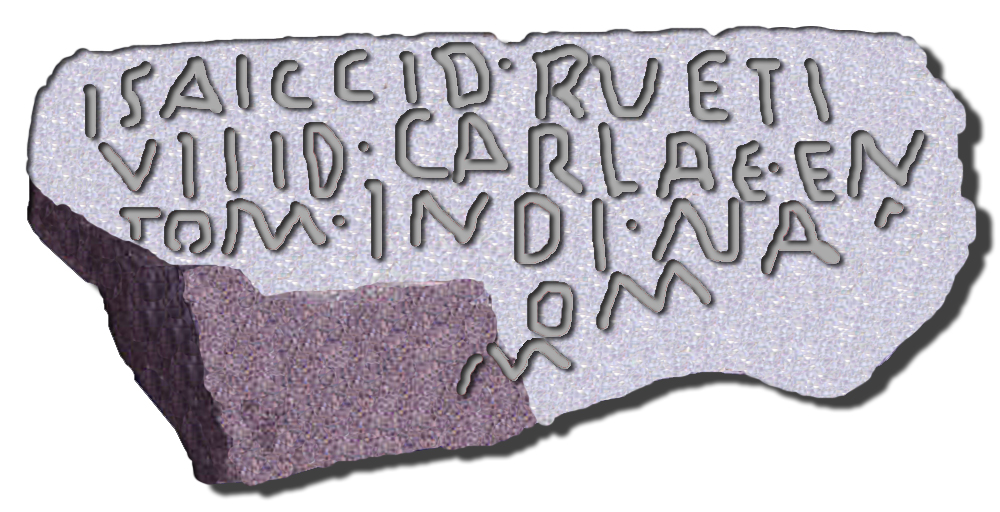
Reprodução de inscrições em língua lusitana em Arroyo de la Luz (Província de Cáceres)

As principais inscrições foram feitas em território português em Lamas de Moledo (Castro Daire, Viseu) e Cabeço das Fráguas; a outra inscrição procede de Arroyo de la Luz (Província de Cáceres, Espanha) no território dos vetões.
Como exemplo segue-se a inscrição de Cabeço das Fráguas (concelho da Guarda) do século III d.C.:

 OILAM TREBOPALA

INDI PORCOM LAEBO

COMAIAM ICCONA LOIM

INNA OILAM VSSEAM

TREBARVNE INDI TAVROM IFADEM[…]

REVE TRE[…]— Esta inscrição traduz-se habitualmente como: "[é sacrificada] uma ovelha a Trebopala, e um porco a Laebo, oferenda a Iccona Luminosa, uma ovelha dum ano a Trebaruna e um toiro semental a Reve Tre[baruna(?)]".

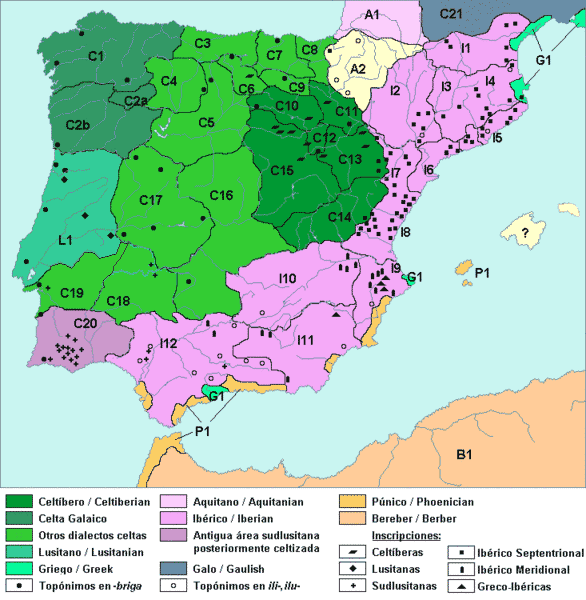
Línguas da Península Ibérica pré-romana. A língua lusitana assinalada como (L1)

As inscrições em língua lusitana (escritas em alfabeto latino) mostram uma língua celtoide facilmente traduzível e interpretável, já que conserva em maior grau a sua semelhança com o celta comum. A conservação do p- inicial em algumas inscrições lusitanas, faz com que muitos autores não considerem o lusitano como uma língua celta, mas celtoide. O celta comum perde o p- indo-europeu inicial. Por exemplo: "porc/om" em lusitano seria dito "orc/os" em outras línguas celtas como o celtibero, goidélico ou gaulês.
Para esses autores, o lusitano, mais do que uma língua descendente do celta comum, seria uma língua aparentada ao celta comum, ou seja, uma variante separada do celta, mas com muita relação com ele. O alfabeto latino, o sistema de escrita utilizado nas inscrições, já era usado na Península Ibérica pelos povos que habitavam junto ao mar, segundo informação de Artemidoro, no princípio do século I a.C., época em que visitou a Península Ibérica.
Os autores antigos diziam que as pessoas das diferentes tribos que habitavam a Península Ibérica, a Ibéria, falavam línguas diferentes, mas não tinham dificuldade em entenderem-se umas às outras. O que poderia revelar uma situação de possível bilinguismo ou até polilinguismo na Península Ibérica.

## Guerreiro lusitano
Os guerreiros ibéricos são citados como tropas mercenárias na batalha de Hímera em 480 a.C. Os mercenários ibéricos aparecem nos principais confrontos bélicos do Mediterrâneo, tornando-se num dos pilares dos exércitos do Mediterrâneo central.
Estão presentes na batalha de Selinute, Agrigento, Gela e Calamina. Surgem em outros conflitos na segunda guerra greco-púnica, na Sicília, em Siracusa, em Atenas e estão presentes na defesa de Esparta na batalha de Crímios, na Primeira Guerra Púnica, e com os púnicos no norte de África. Tito Lívio (218 a.C.) descreve os lusitanos pela primeira vez como mercenários ao serviço dos cartagineses na guerra contra os romanos.
Os lusitanos foram considerados pelos historiadores como hábeis na luta de guerrilhas. Eram indivíduos jovens na plenitude da sua força e agilidade e seleccionados entre os mais fortes. Neles recai a defesa da comunidade quando está ameaçada. A preparação militar dos jovens guerreiros[a] tinha lugar nas montanhas em lugares específicos.
"Em tempo de guerra eles marcham observando tempo e medida; e cantam hinos (paeans) quando estão prontos para investir sobre o inimigo" batendo nos escudos à maneira ibérica.
Segundo Tito Lívio, os lusitanos eram pacíficos quando não eram acossados.

### Mulheres guerreiras
Apiano relata que quando o pretor Bruto, ao perseguir Viriato, atacou as cidades da Lusitânia, as mulheres lutavam e morriam valentemente lado a lado com os homens. Depreende-se que de alguma forma o treino militar também era dado às mulheres em quem recaía também a defesa dos castros.

### Iuventuslusitana
A iuventus, era o nombre romano para designar os jovens que tinham uma posição social relevante e desempenhavam uma função militar, ou seja, jovens de uma certa elite com capacidade militar.
A iuventus lusitana era formada por grupos de jovens, que recebiam treinamento militar e que provavelmente serviam como militares de reserva na defesa dos castros.
Organizações similares encontravam-se entre os celtas, celtiberos e romanos. O massacre da "flos iuventutis" lusitana, por Galba, desencadeou um conflito que ficou conhecido como a guerra lusitana.

### Armas utilizadas pelo exército lusitano

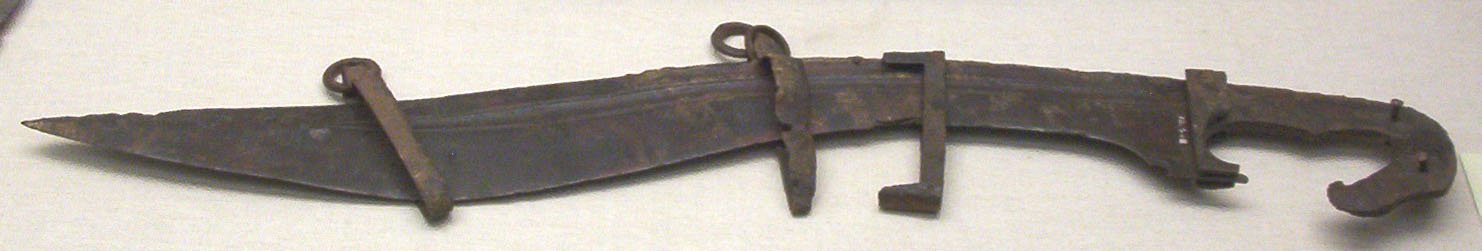
Falcata do século IV a.C.
(Museu Arqueológico de Espanha, Madrid).

Segundo Tito Lívio, são as seguintes as armas utilizadas pelo exército lusitano:
Armamento ofensivo usado na luta corpo a corpo
- punhal de fio recto e antenas atrofiadas[33] ou afalcatado.
- espadas[34] tinham um esmerado processo metalúrgico, com uma resistência e flexibilidade fora do comum para a época. Usavam a espada do tipo La Tène, a espada de antenas atrofiadas e a falcata.[35][36]

- lança de ponta de bronze — segundo Estrabão, estas lanças eram de uma época antiga e supõe-se que a sua presença se devia a ainda serem usadas em rituais que teriam origem nas tradições das fraternidades guerreiras da idade do bronze.[37]

- lábris,[38] machado de dupla lâmina que aparece em moedas romanas da Lusitânia não parece que tenha sido usado pelos lusitanos mas pelos cântabros.

Armamento ofensivo de arremesso
- dardos farpados de ferro.
- lanças de arremesso, todas de ferro.
- fundas.
- arcos curtos e longos de madeira.

Armamento defensivo

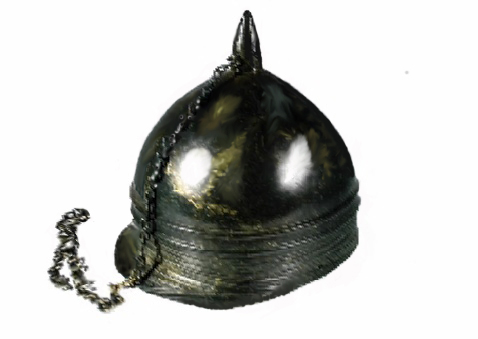
Capacete de Lanhoso, da Idade do Ferro

- cetra, pequeno escudo de dois pés de diâmetro que se manejava com a mão esquerda, era feito de madeira, couro, nervos trançados, bronze ou ferro, ficava suspenso por correias que eram manejadas habilmente para se defenderem dos dardos. Era decorado com o desenho de um labirinto, que se supõe ter sido um símbolo ou emblema étnico de reconhecimento entre os lusitanos.[39]

- cota de malha era feita de pequenas argolas de ferro entrelaçadas, era pesada, e usada apenas por alguns guerreiros, provavelmente os líderes.
- couraça de linho, o tipo de protecção mais usada, era mais leve e adaptada ao clima que as cotas de malha, e provavelmente mais barata.
- elmos eram de couro, de nervos trançados ou de metal e parecidos com os dos celtiberos, do tipo montefortino,[40][41][42] elmos de três cimeiras (penas) de cor púrpura.[43][44]

- polainas eram feitas de couro para proteger as pernas.

Os guerreiros lusitanos realizavam competições entre si, em que tomavam parte a cavalaria e a infantaria; competiam em boxe, luta livre, corridas, faziam combates de grupo e combates entre esquadras.
Estrabão reconhecia que os lusitanos lutavam como peltastas, e eram organizados e eficientes a posicionarem-se na linha de batalha ou a movimentarem-se concertadamente para posições estratégicas.
As lutas dos lusitanos contra os romanos começaram como mercenários no exército púnico e depois reacenderam-se em 193 a.C. Em 150 a.C. o pretor Sérvio Galba, após ter infligido grandes punições aos lusitanos, aceitou um acordo de paz com a condição de entregarem as armas, aproveitando depois para os chacinar. Isto fez lavrar ainda mais a revolta e, durante oito anos, os romanos sofreram pesadas baixas.
As guerras lusitanas levaram ao assassínio traiçoeiro de Viriato por três aliados tentados pelo ouro romano. Mas a luta não terminou e para tentar acabá-la Roma mandou à Península o cônsul Décimo Júnio Bruto Galaico, que fortificou Olisipo, estabeleceu a base de operações em Méron próximo de Santarém e marchou para o Norte, matando e destruindo tudo o que encontrou até à margem do rio Lima. Mas nem assim Roma conseguiu a submissão total e o domínio da Lusitânia. A tomada de Numância, na Celtibéria, pelos romanos, foi vista como um símbolo da resistência dos aliados dos lusitanos.

## Estratégias militares
Os lusitanos não faziam uma guerra defensiva. Pelo contrário, planeavam uma guerra ofensiva. Faziam campanhas de longa distância e organizavam operações militares em diversos locais da Península Ibérica, chegando mesmo até África. A geografia destas operações militares mostra uma dupla intenção: assegurar o controlo das regiões da Beturia e com isto ocupar posições chave que impedissem o avanço dos romanos, e punir as tribos aliadas dos romanos que eram consideradas traidoras, além de destruir as bases operacionais que eram instaladas nestas cidades.
A deslocação das operações militares para outra região implicava a divisão dos exércitos: havia exércitos que eram enviados para diversos locais na Península e exércitos que ficavam na Lusitânia a defender os castros. Compreende-se nesta divisão uma necessidade estratégica de defesa. Os romanos também dividiam os seus exércitos para cobrir uma região mais vasta, enviavam um contingente para a Hispânia Ulterior e outro para a Hispânia Citerior. Apiano relata um tipo de ataque concertado com duas frentes, em que dois exércitos consulares romanos, comandados por Luculus e Galba, invadiram de forma concertada duas regiões da Lusitânia. Estas acções concertadas frequentemente envolviam as tribos aliadas dos romanos.
Nos confrontos militares com os povos da Grécia ou Ásia, a vitória ou derrota de uma guerra era decidida numa batalha, raramente em duas; a batalha era decidida pelo resultado da primeira carga e pelo choque dos dois exércitos. Pelo contrário, na Lusitânia a guerra era uma sucessão de batalhas apenas interrompidas pelo inverno, embora nem sempre. As batalhas só cessavam com o cair da noite, para continuar com vigor renovado no dia seguinte.

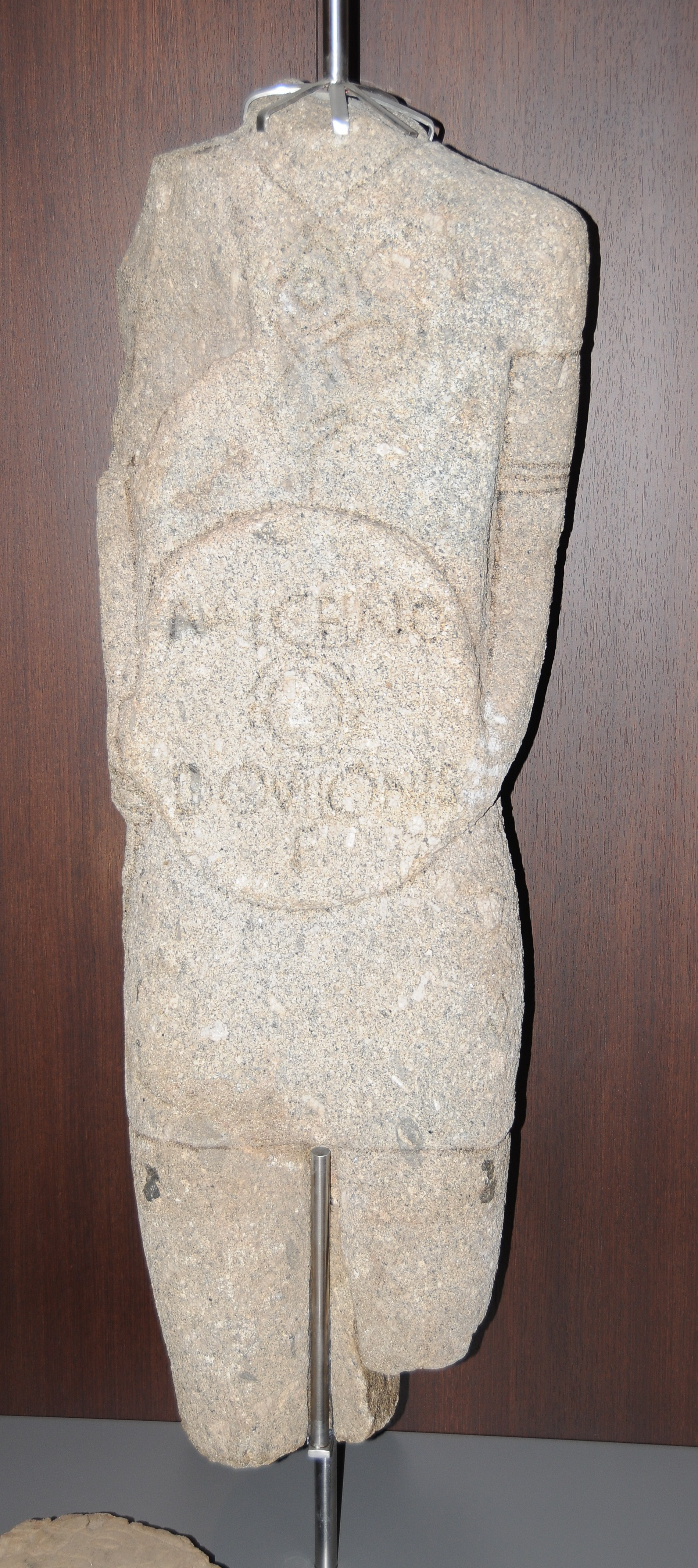
Estátua de guerreiro galaico da Citânia de São Julião de Caldelas, Vila Verde

O exército lusitano era formado por uma força combinada de cavalaria e infantaria, versado num tipo de combate híbrido: combatiam em campo aberto ou em terreno árduo e montanhoso.
Os romanos identificavam dois tipos de conflitos: latrocinium, quando eram utilizadas tácticas de guerrilha, quando as tribos aliadas dos romanos eram atacadas ou quando eram usados pequenos exércitos; e bellum, que implicava uma declaração de guerra conforme a tradição romana, o uso de um exército regular e combate em campo aberto.
O controlo táctico das unidades de combate era possivelmente feito com o uso de estandartes. Pela indicação de Tito Lívio, (134 estandartes num exército de 12 540 guerreiros), cada estandarte deveria guiar unidades de cerca de noventa guerreiros lusitanos — unidades semelhantes à centúria romana — ou apenas divisões por tribos, como faziam os Iberos. Os estandartes eram consagrados a uma divindade guerreira, Bandua.
Segundo Júlio César, por ser inesperada e desconhecida dos legionários, a sua maneira de combater desorganizava completamente as fileiras romanas.
Tácticas ofensivas
- emboscadas.[55]
- ataques surpresa.

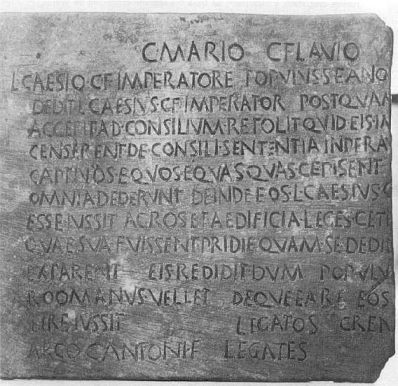
Bronze de Alcântara, ou Tábula Alcantarense, inscrição latina declarando a rendição incondicional (deditio) ante os romanos do povo que habitava um castro entre o território dos Lusitanos e dos Vetões,, Cáceres.

- ataques nas horas mais quentes do dia ou durante a noite.
- concursare.[56][57]

- súbita dispersão das tropas e posterior reagrupamento em local combinado.
- formação em cunha ou v invertido — táctica usada pela cavalaria ibera e celtibera.
- desmoralização do inimigo — nos castros dispunham como troféus, diversas insígnias, fasces e as túnicas militares conquistadas aos romanos.[58][59]

Tácticas defensivas
- retiradas militares estratégicas.
- transladação de populações.
- uso da cavalaria — formavam linhas à frente para retardar as tropas inimigas e proteger a retirada das suas próprias tropas.
- terra queimada.

## Estrutura dos povoados

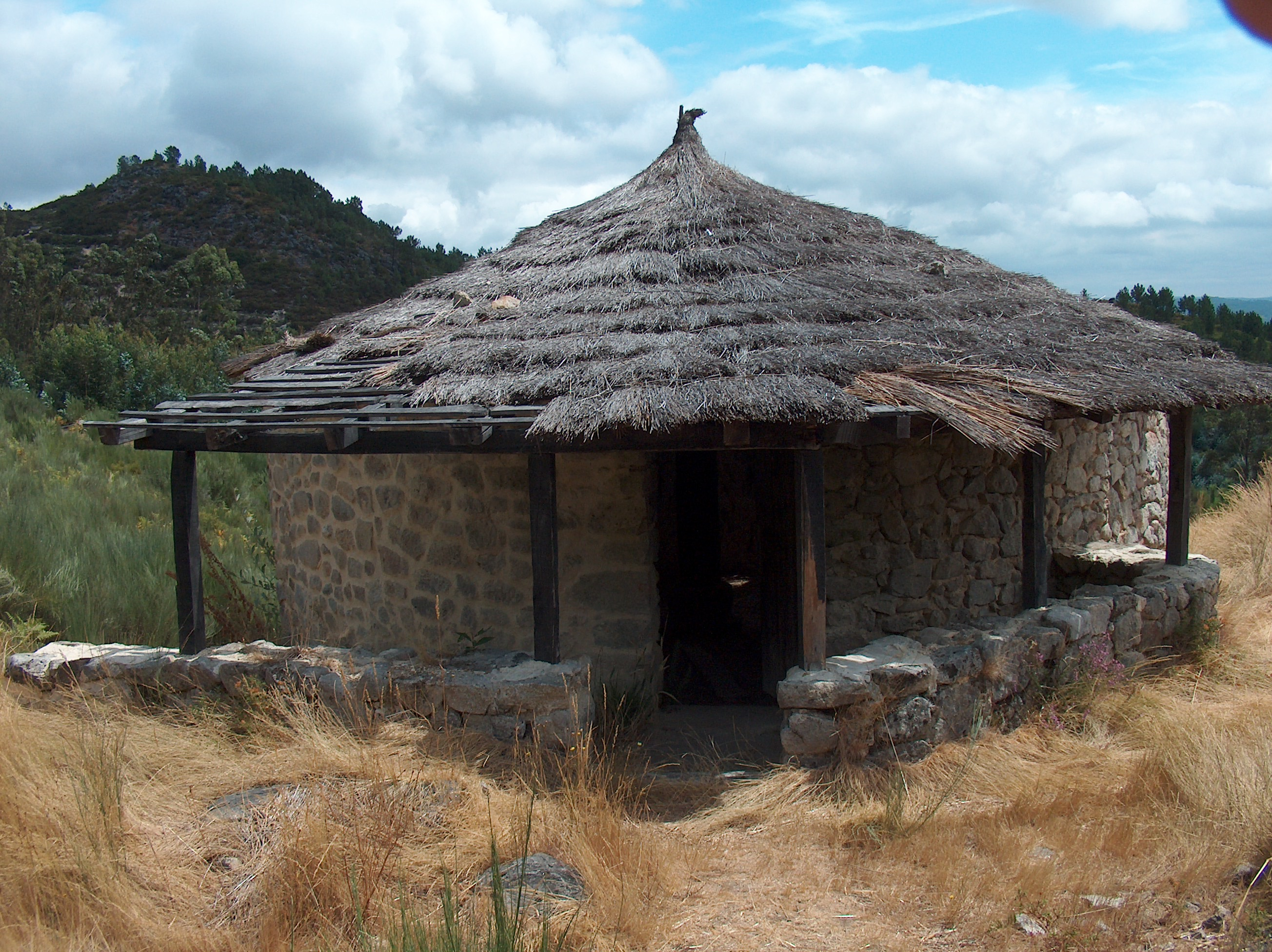
Castro da Cárcoda junto à localidade de Carvalhais (São Pedro do Sul)

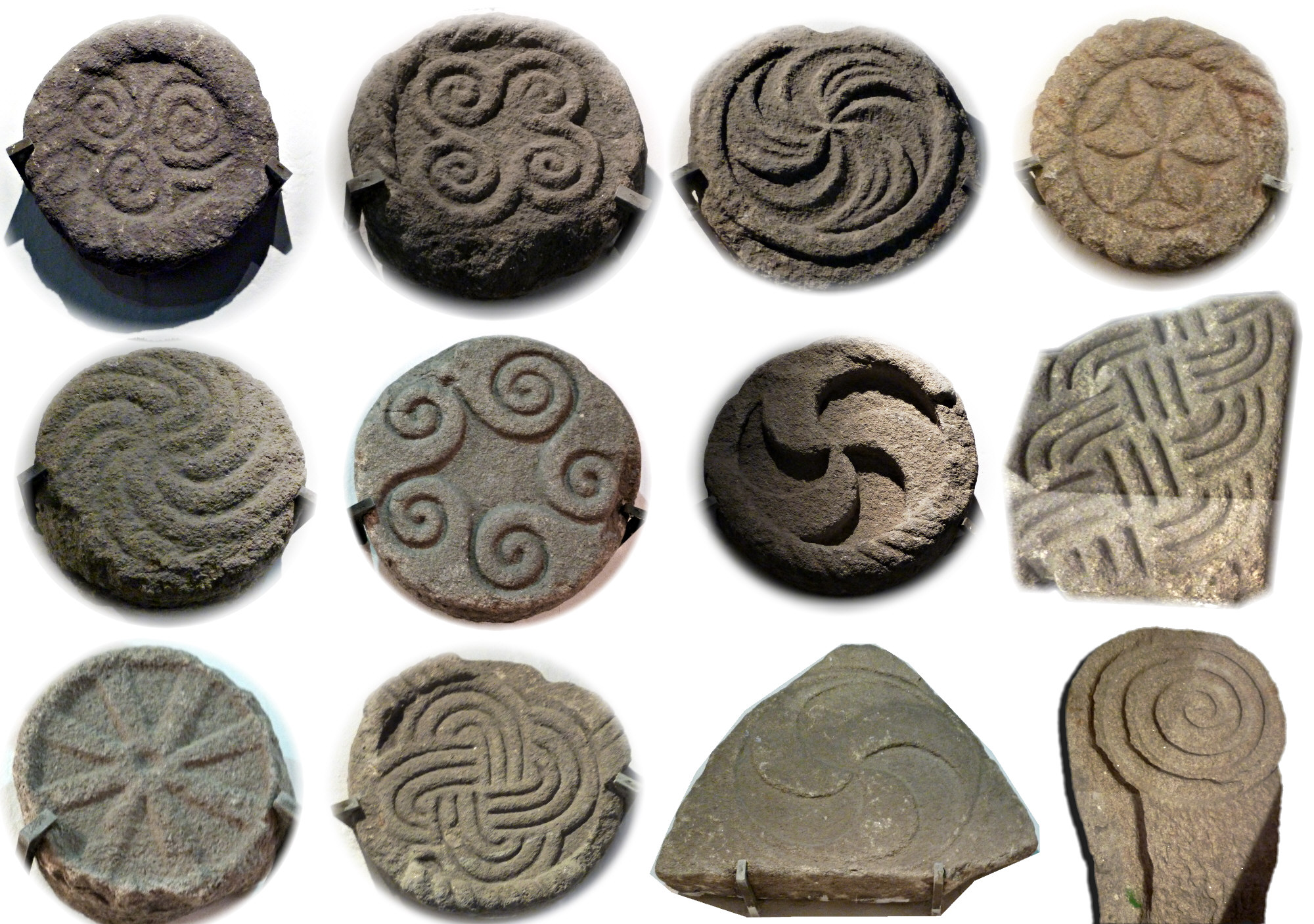
Motivos castrejos

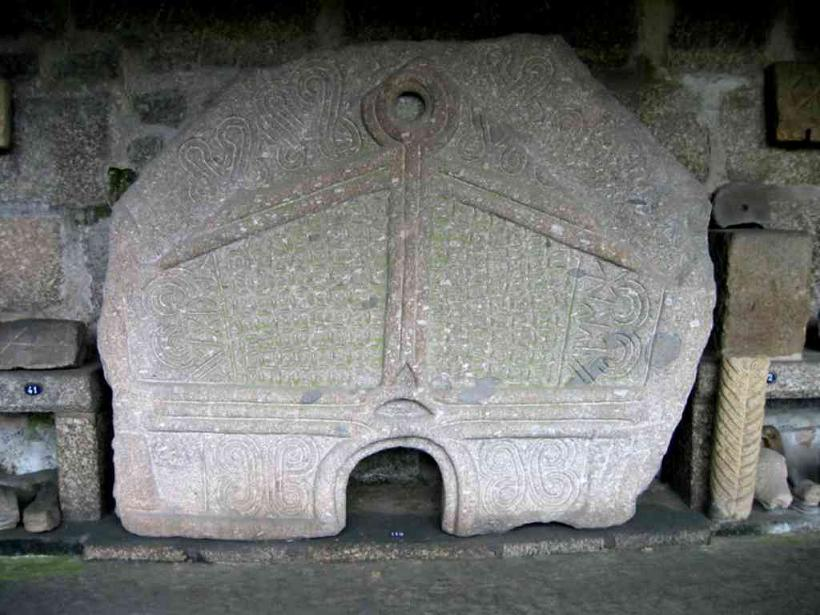
Pedra Formosa

As casas de pedra tinham forma redonda ou rectangular, eram cobertas de colmo e ficavam situadas no alto de morros ou colinas, agrupando-se em aldeias — os castros citados pelos historiadores antigos.
As casas eram dispostas ordenadamente e formavam algo semelhante a bairros, organizados por famílias e subdivididos em diversos núcleos habitacionais que se distribuíam em torno de um pátio, de acordo com a sua função. Incluíam cozinha com lareiras e forno, local de armazenagem de géneros, zonas de dormida, recinto para guarda de animais.
A decoração das casas, em relevo e gravura, era feita com motivos geométricos, em forma de corda, de espinha, com círculos encadeados ou sinais espiralados, tríscelos e tetrascelos, cruciformes e serpentiformes.
Nos castros destacava-se um grande edifício de planta circular, para reuniões do conselho comunitário, com bancos ao redor. Havia ainda os balneários públicos para banhos frios e de vapor. As ruas eram calcetadas com pedras regulares.
Encontram-se dois tipos de castros: fortificados, cercados com muralhas defensivas feitas de grandes pedras, chegando a alcançar um quilómetro de perímetro; e abertos, sem estruturas de defesa visíveis. Outros tipos de povoamentos eram os chamados casais agrícolas. Verifica-se uma relação estreita entre a fortificação dos povoados e a exploração de metais, encontrando-se frequentemente conheiras e minas de filão perto de castros fortificados.
Os instrumentos musicais incluíam a flauta e a trombeta, com que acompanhavam seus coros e danças, de que os romanos deixaram algumas descrições. Homens e mulheres bailavam em danças de roda, de mãos dadas.

## Sociedade

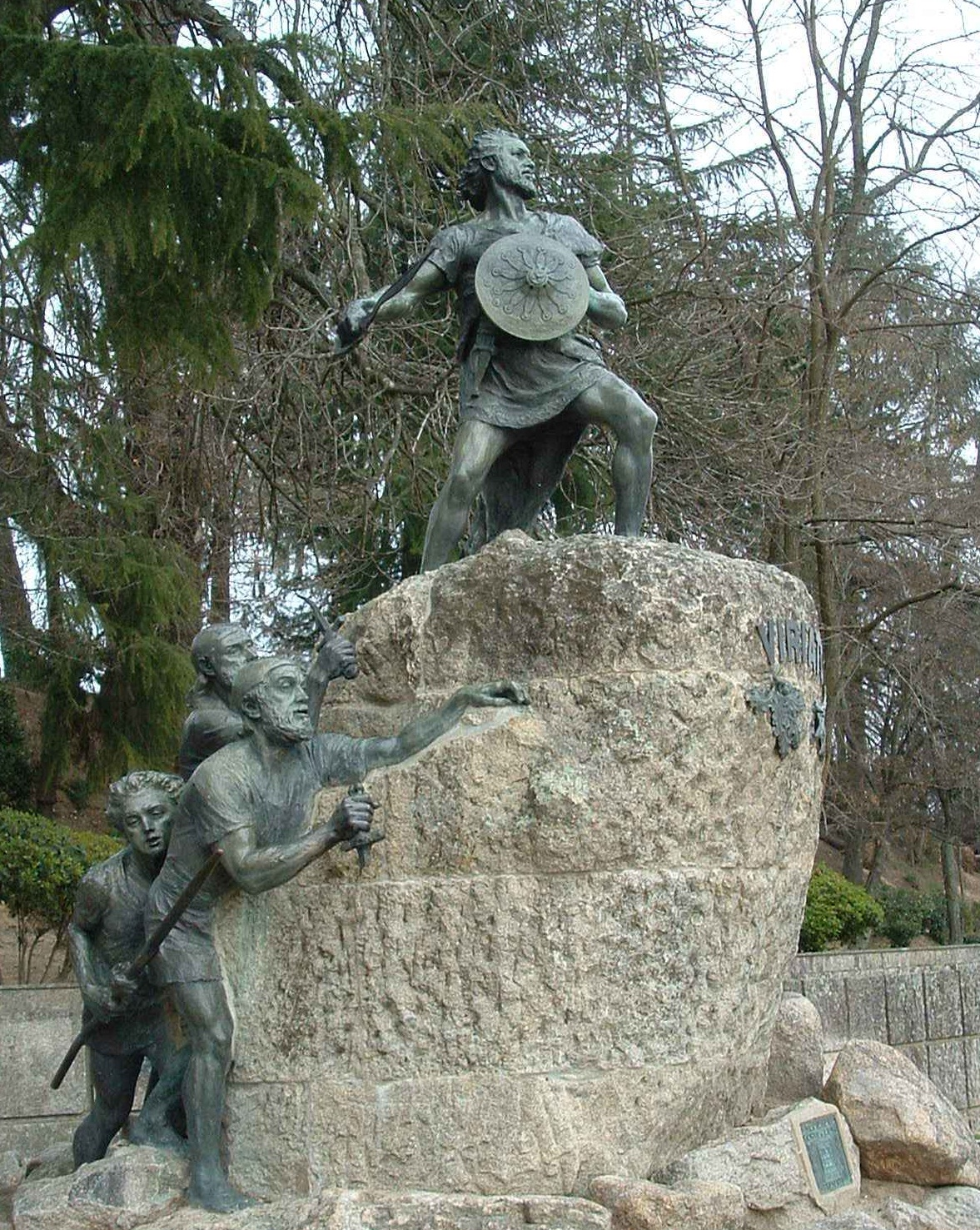
Monumento a Viriato em Viseu, Portugal

A sociedade lusitana, essencialmente guerreira, denotava a presença de uma hierarquia social em que o guerreiro ocupava uma importante posição. Era uma sociedade aristocrática, na qual a maior parte da riqueza estava nas mãos de um grupo reduzido de pessoas. A presença de joias e de armas nos túmulos indica a presença de uma elite guerreira.
A organização da família lusitana revela uma estrutura gentílica da sua sociedade. Era referida nas fontes epigráficas com a designação de gentes ou gentiliates. Os lusitanos encontravam-se unidos entre si por laços de sangue ou parentesco e não pelo território ocupado.
O tipo de governo era a chefia militar e o líder era eleito em assembleia popular, escolhido entre aqueles que se distinguiam pela coragem, valor, capacidade de liderança e vitórias obtidas em tempo de guerra.[carece de fontes?] Os autores gregos referiam-se a estes chefes militares como hegúmenos, isto é, líder, chefe, e os romanos duque. No entanto, o nome de regnator (rei), e príncipe, também foram referidos. O hospitium, segundo o qual se adoptavam estranhos na comunidade, é também considerado um costume dos lusitanos.[carece de fontes?]
Apiano revela a existência de uma propriedade comunitária, que para além de terras incluía cavalos, produtos agrícolas e diversos outros bens comunitários incluindo um tesouro público, do qual fala Diodoro. Esta propriedade comunitária deveria coexistir a par da propriedade privada. Os lusitanos eram um povo autónomo (grego: αὐτονόμων), com leis próprias.

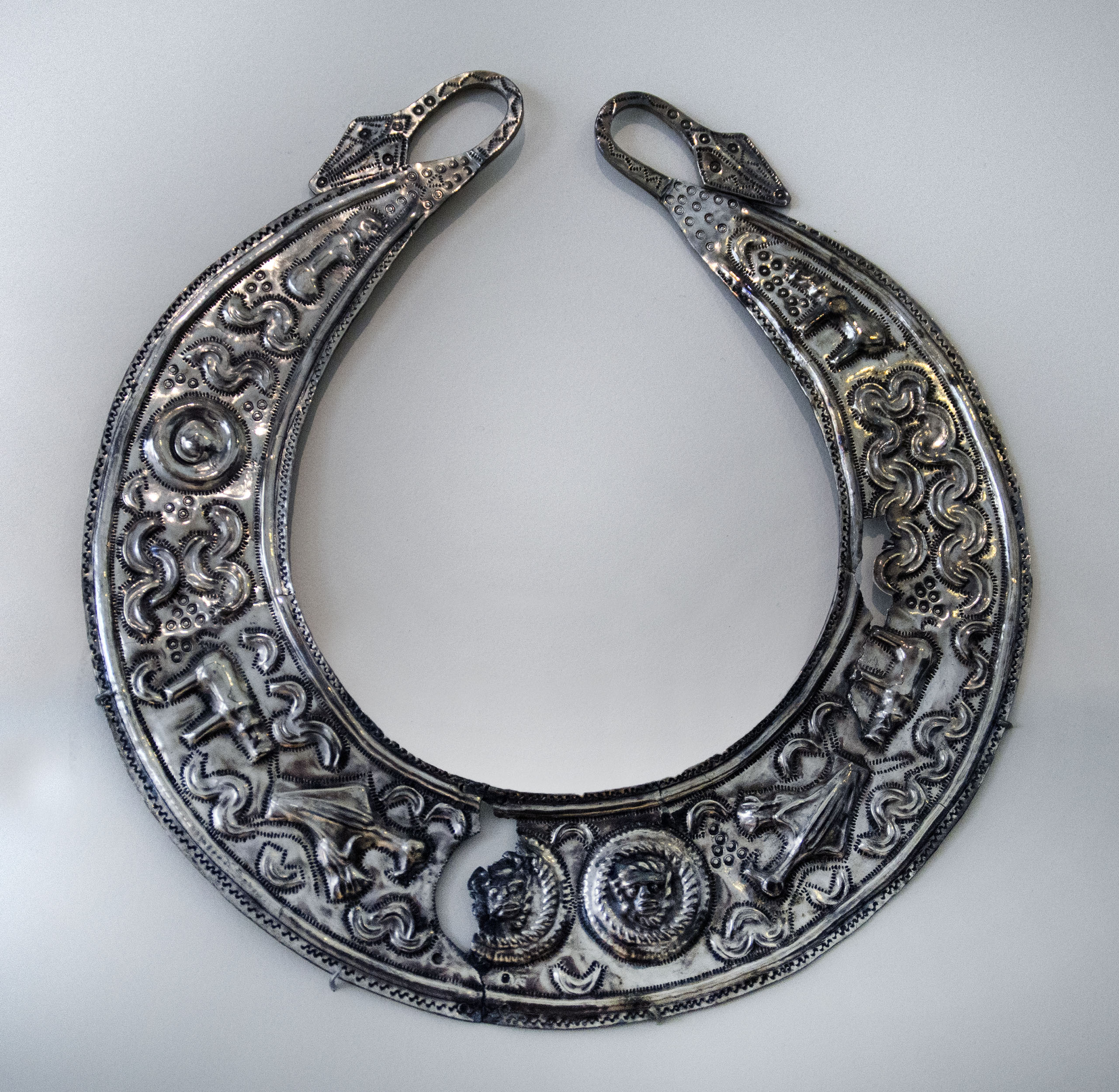
Lúnula lusitana do Chão de Lamas (século II a.C.)

Os lusitanos tinham o hábito de frequentar espaços públicos onde untavam o corpo com óleos duas vezes ao dia, tomavam banhos de vapor que emanavam de pedras aquecidas. Lançavam água sobre pedras ao rubro e tomavam em seguida um banho frio. Os balneários eram decorados com gravuras em baixo relevo, como indicam os monólitos Pedra Formosa encontrados em sítios arqueológicos castrejos. Estrabão comenta que viviam de uma maneira simples e limpa, semelhante à dos lacedemônios.
As refeições em que os Lusitanos se juntavam, apenas uma vez por dia, tinham lugar numa sala onde se sentavam em bancos móveis, encostados à volta das paredes da sala. A disposição dos bancos obedecia a uma hierarquia que colocava na frente os de mais idade e seguia uma ordem consoante a posição social.
O alimento mais característico era o pão de bolota ou glande de carvalho; bebiam leite de cabra e cerveja de cevada, reservando o vinho, que já produziam desde a época pré-romana, para as festas. Caça, pesca (usavam barcos feitos de couro ou pirogas de madeira para navegação nos rios), produção de gado bovino e equino, produção de mel e lã, assim como trigo, cevada, linho e mineração, eram actividades referenciadas. O custo de vida era muito barato, no século II a.C., os produtos de pesca, ovinos, caprinos e agrícolas abundantes e as peças de caça eram dadas de graça a quem comprava alguns destes produtos. O escambo era usado nas regiões do interior, onde também usavam peças cortadas de prata batida como dinheiro. Os homens vestiam-se de preto e usavam capas simples; as mulheres capas compridas e vestidos de cores vivas. Os homens usavam os cabelos compridos, como as mulheres, mas prendiam-nos à volta da testa quando combatiam. Eram tipicamente monogâmicos, casavam-se em cerimónias com rituais semelhantes aos dos gregos.

## Culto religioso

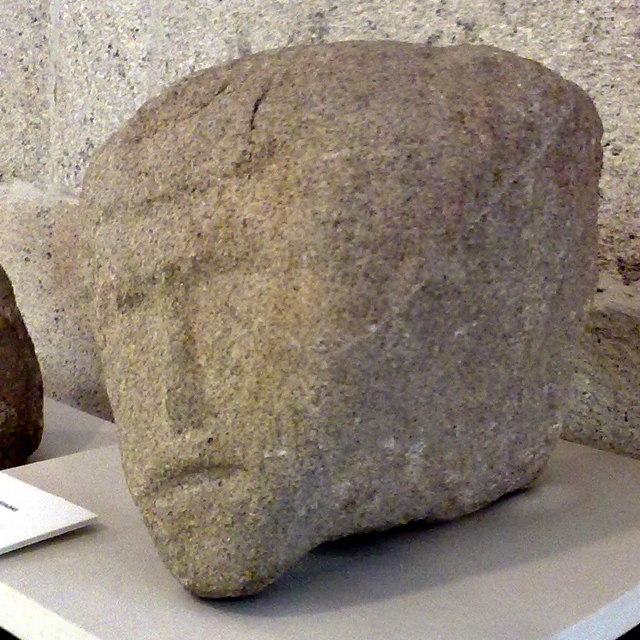
"Cabeça cortada" castreja

Os lusitanos praticavam sacrifícios humanos e, quando o sacerdote feria o prisioneiro no ventre, faziam-se vaticínios segundo a maneira como a vítima caía. Sacrificavam a Ares, deus da guerra, não só prisioneiros, como igualmente cavalos e bodes. Os sacerdotes, a quem Estrabão chama de hieroskópos, segundo a hipótese de alguns autores, fariam parte de um grupo de pessoas reconhecidas pelo seu prestígio, sabedoria e experiência.
Os locais de culto funerário, de grande interesse para os arqueólogos, encontram-se por todo o território da antiga Lusitânia. Do período paleolítico, conhecem-se cemitérios onde os corpos estavam dispostos com restos de alimentos, utensílios e armas; do megalítico abundam os dólmens, conhecidos em Portugal como antas ou mamoas — porque os montículos de terra que se acumularam sobre eles criaram essa forma arredondada.
Os santuários eram erigidos nas massas rochosas de locais com certo domínio da paisagem, à beira de cursos de água ou junto a montes. Nesses santuários encontram-se cadeirões de pedra, pias e altares, como no Castelo do Mau Vizinho, no Santuário da Rocha da Mina, no Cadeirão da Quinta do Pé do Coelho, ou no Penedo dos Mouros.
Também verifica-se na Lusitânia a presença de estátuas chamadas berrões, que se assume terem sido utilizadas para fins de carácter religioso. Supõe-se que seriam animais sagrados.

## Algumas personalidades
- Viriato
- Caio Apuleio Diocles, foi um condutor de quadrigas lusitano.
- Caio Sévio Lupo, foi um arquiteto lusitano, autor do projeto da  Torre de Hércules.
- Caio Júlio Lácer, outro arquiteto lusitano, construtor da Ponte de Alcântara.